# 유령선 (2020년 영화)
《유령선》(Ghost Ship)은 2020년에 개봉한 대한민국의 다큐멘터리 영화로, 김지영이 감독을 맡았다.

## 출연
- 박호산 : 내래이션
- 진용지우 : 내레이션